# Antinacionalismo
Antinacionalismo es una ideología que rechaza al nacionalismo y el patriotismo. Tiene tres variantes esenciales según rechace el nacionalismo ofensivo o agresivo, el nacionalismo defensivo o comunitario, o todo tipo de nacionalismo. Cuando el antinacionalismo se opone mediante actos a los intereses de la propia nación, suele ser considerado en los cuerpos legales de los países como delito de traición a la patria o alta traición.

## Antinacionalismo humanitario
Algunos antinacionalistas son humanistas que defienden un modelo idealista de comunidad global y se identifican con el término ciudadano del mundo, deseando alcanzar el objetivo de que toda la humanidad viva en paz en vez de en perpetuo conflicto. Bajo esta denominación pueden englobarse las teorías pacifistas que reclaman el fin de las fronteras y la colectivización de los recursos naturales, así como el auxilio mutuo entre los pueblos. Esta corriente de antinacionalismo no es, necesariamente, hostil hacia el concepto de estado-nación, pero tiende a colocar la cooperación internacional por encima de los intereses nacionales.

## Antinacionalismo revolucionario
La mayor parte de los antinacionalistas que creen en la posible unificación del mundo formando una comunidad global (tradicionalmente después de algún tipo de revolución mundial) y que defienden una perspectiva socialista, comunista, anarquista o situacionista de la política social, tienden a hacer una notable excepción para los aspectos culturales, abogando por la preservación de la cultura frente a la globalización política y económica. Los antinacionalistas revolucionarios tampoco se oponen abiertamente a las fronteras nacionales, pero argumentan que dichas divisiones pueden ser perjudiciales tanto cuando conducen a situaciones de chovinismo, xenofobia, militarismo, Racismo, Darwinismo social, Corrupción política, Sexismo, Homofobia, Dictadura militar, Guerras y opresión social, como cuando las pasiones nacionalistas exceden sus límites y promueven la persecución sistemática de las minorías sexuales, étnicas y religiosas.

## Antinacionalismo como oposición a toda forma de nacionalismo
Una tercera corriente antinacionalista se opone frontalmente  a cualquier forma de nacionalismo. Generalmente confinada a las corrientes más radicales de izquierda (véase, Marxismo libertario y Corriente Comunista Internacional), afirma que todo nacionalismo, incluso el nacionalismo étnico de los grupos humanos minoritarios que han estado o están oprimidos, es fundamentalmente negativo. Los antinacionalistas radicales defienden la extinción total de todo tipo de frontera nacional y defienden la unificación del planeta en una comunidad integrada en torno a los ideales de armonía, cooperación y libre movimiento de personas, ideas, bienes y servicios.
Un grupo que apoya públicamente esta forma más radical de antinacionalismo es el Partido Laborista Progresista, un partido comunista con base en Estados Unidos, pero con afiliados en múltiples países.
Existen además, muchos grupos intermedios entre las variedades más moderadas y las más radicales de antinacionalismo. Algunas corrientes del anarquismo alegan sostener una visión del antinacionalismo muy similar a la de los radicales izquierdistas, afirmación apoyada por la fuerte oposición de los anarquistas a cualquier forma de culto a la personalidad. A pesar de todo, muchos anarquistas también apoyan políticas de mantenimiento de las identidades culturales y preservación de los valores culturales nacionales.
Un conocido opositor frente a todas las formas de nacionalismo y que podría ser considerado como antinacionalista radical es el filósofo alemán Friedrich Nietzsche. No obstante, Nietzsche también se opone a prácticamente todas las formas de movimiento social o ideología de grupo, lo que dificulta su clasificación.

## Antinacionalismo en el mundo islámico
Algunos consideran que el islamismo es una fe tradicionalmente antinacionalista. Quienes opinan de este modo, integrados generalmente en corrientes progresistas del Islam, argumentan que rasgos como el racismo, sexismo y nacionalismo propios de los pueblos del antiguo Oriente Medio fueron abolidos por Mahoma. Esa visión igualitaria sería el objetivo principal de los primeros califatos tras la muerte de Mahoma, pero se vio desvirtuada por la formación de los Estados musulmanes, lo que, según los antinacionalistas islámicos, iba en contra de las enseñanzas de Mahoma. En su opinión, el profeta hizo mención de los males del nacionalismo, como por ejemplo:

Las personas deberían abandonar su orgullo con las naciones, ya que este es el carbón entre los carbones del fuego infernal. Si no desisten, Alá los considerará inferiores al peor de los gusanos que se agita entre las heces.
 (recogido por Abu Da'ud y al-Tirmidhi)

.
Algunos musulmanes afirman que las raíces del nacionalismo se encuentran en el pecado original del orgullo, cometido por el propio Satanás.

## Antinacionalistas famosos (de la corriente Humanista)
- Lord Acton
- Arthur C. Clarke
- Albert Einstein
- Carl Sagan
- T. H. White
- Freeman Dyson
- Isaac Asimov